# Víktor Serébrianikov
Viktor Serebryanikov (en ucraniano: Віктор Петрович Серебряников; Zaporiyia, 29 de marzo de 1940 - Kiev, 12 de noviembre de 2014) fue un futbolista ucraniano que jugaba en la demarcación de centrocampista.

## Biografía
Debutó como futbolista en 1958 con el PFK Metalurg Zaporizhia, donde jugó durante un año. En 1959 fichó por el FC Dinamo de Kiev. Jugó en el club un total de doce temporadas. Llegó a ganar cinco Primera División de la Unión Soviética y dos Copa de la Unión Soviética. Tras jugar 334 partidos y haber marcado 79 goles, colgó las botas. Además, en 1969, consiguió el título de Futbolista Ucraniano del Año, siendo el primero en conseguirlo.
Falleció el 12 de noviembre de 2014 en Kiev a los 74 años de edad.

## Selección nacional
Hizo su debut con la URSS el 11 de octubre de 1964 en un partido amistoso contra Austria. Llegó a ser convocado para jugar en la Copa Mundial de Fútbol de 1962, pero no llegó a disputar ningún partido. De todas formas, en los dos próximos mundiales, el de 1966 y el de 1970, disputó varios partidos.
Es estadísticamente recordado como el primer futbolista sustituido en la historia de la Copa del Mundo, en 1970, la primera Copa del Mundo donde se permitieron las sustituciones. Fue reemplazado por Anatoliy Puzach, en un partido contra México.

## Clubes
| Club                    | País           | Año         | Partidos | Goles |
| ----------------------- | -------------- | ----------- | -------- | ----- |
| PFK Metalurg Zaporizhia | RSS de Ucrania | 1958 - 1959 | 39       | 10    |
| FC Dinamo de Kiev       | RSS de Ucrania | 1959 - 1971 | 334      | 79    |

## Palmarés

### Campeonatos nacionales
| Título                                 | Club              | País            | Año  |
| -------------------------------------- | ----------------- | --------------- | ---- |
| Primera División de la Unión Soviética | FC Dinamo de Kiev | Unión Soviética | 1961 |
| Primera División de la Unión Soviética | FC Dinamo de Kiev | Unión Soviética | 1966 |
| Primera División de la Unión Soviética | FC Dinamo de Kiev | Unión Soviética | 1967 |
| Primera División de la Unión Soviética | FC Dinamo de Kiev | Unión Soviética | 1968 |
| Primera División de la Unión Soviética | FC Dinamo de Kiev | Unión Soviética | 1971 |
| Copa de la Unión Soviética             | FC Dinamo de Kiev | Unión Soviética | 1964 |
| Copa de la Unión Soviética             | FC Dinamo de Kiev | Unión Soviética | 1966 |

### Distinciones individuales
| Título                       | Club              | País            | Año  |
| ---------------------------- | ----------------- | --------------- | ---- |
| Futbolista Ucraniano del Año | FC Dinamo de Kiev | Unión Soviética | 1969 |